# Монастырский, Михаил Львович
Михаил Львович Монастырский (10 ноября 1945, Москва — 18 апреля 2007, Франция) — советский и российский антиквар, депутат Государственной Думы 2-го созыва от ЛДПР, известный тем, что его подделки Фаберже («фальшберже»), созданные в советское время, находятся в фондах государственных музеев. В Ленинграде с конца 1970-х гг. был известен под прозвищем «Миша-миллионер». Считался одним из лидеров тамбовской группировки (под кличкой «Моня»).

## Биография
Единственный ребёнок, в графе «отец» в документах стоит прочерк. Образование незаконченное высшее (Брянский институт машиностроения), по специальности инженер-механик, позже окончил Всесоюзный заочный политехнический институт. Доктор технических наук, академик Международной академии информатизации.
Переехал в Ленинград в 1965 году в 19-летнем возрасте, где его поддержали родственники. Работал реставратором в Эрмитаже.

### Фальсификатор Фаберже
Параллельно с работой в Эрмитаже занимался операциями на антикварном рынке, по советскому законодательству — незаконными. «Работая в музее, Миша организовал несколько экспедиций за иконами. Его эмиссары объехали весь русский Север с фиктивными эрмитажными справками. (…) Антиквариата было так много, что его доставляли в Питер по железной дороге контейнерами. А Миша сбывал его на Запад. Кроме того, молодой человек, реставрируя эрмитажные люстры, ухитрился заменить царские светильники на современное фуфло».
В конце 1970-х проходил по громкому делу группировки, выпускавшей антиквариат под Фаберже. «В 1973 году по обвинению в перепродаже краденого из хранилищ музеев Ленинграда Монастырский был осужден на 7 лет лишения свободы. Вышел до окончания срока (по официальной версии, ему помогли примерное поведение и содействие органам в период следствия). В промежутке между судимостями сумел создать, привлекая художников, ювелиров и камнерезов, подпольное производство „поддельного Фаберже“ и каналы контрабанды этих лже-Фаберже на Запад».
«В 80-х годах на таможенных постах СССР участились случаи изъятия у граждан, в том числе и у иностранцев, ювелирных изделий Фаберже, которые те пытались вывезти за границу. (…) Органы вышли на отправителя сравнительно быстро — стало ясно, что подпольная фирма работает в Ленинграде. Предприимчивому Мише грозила „расстрельная“ статья за контрабанду культурных ценностей и махинации с золотом и драгоценностями в особо крупных размерах. А потому он был вынужден признать, что продавал иностранцам вовсе не похищенные музейные экспонаты, а собственные подделки. Словом, благодаря „помощи следствию“ Монастырский получил всего семь лет лишения свободы, из которых отсидел пять». «Скорее всего, именно в этот период своей жизни он начал сотрудничать с КГБ. Миша был главным свидетелем на всех государственных процессах по антиквариату».
Главный специалист в России по Фаберже, консультант фирмы «Кристи» петербуржец Валентин Скурлов, указывает, что «Монастырский оказался очень талантливым организатором. Он первым понял, что ленинградские ювелиры могут делать вещи не хуже мастеров самого прославленного Фаберже. Он им хорошо платил, а мастера, работавшие на крупнейшей в СССР ленинградской фабрике „Русские самоцветы“, даже не знали, что на их изделия потом ставили фальшивые клейма. Некоторые изделия подпольной „фирмы Монастырского“ поступили в Эрмитаж под видом подлинных, и тамошние эксперты не смогли определить „фальшак“ и взяли их на хранение. Даже после того, как подсудимый признал, что это — результаты труда советских самородков, конфискованные предметы были переданы в фонд Эрмитажа как образцы выдающихся подделок. Шедевры Монастырского оказались и в запасниках Оружейной палаты Кремля. Камнерезная фигурка коня из обсидана стояла в витринах этого музея вплоть до 1988 года, пока Монастырский не доказал своё авторство московским искусствоведам».
Как пишет в своей статье сотрудник Музеев Кремля: «Каменная миниатюрная пластика фирмы Фаберже: фигурки людей и животных, которые, как и цветы, большей частью клейм не имеют, — тоже открывают широкое поле деятельности для фальсификаторов. (…) Чрезвычайно виртуозно в этом направлении работали российские мастера. Ныне имена Наума Николаевского, Василия Коноваленко и Михаила Монастырского широко известны, их работы находятся в крупнейших музейных коллекциях. Одна из таких фигурок, очень высокого качества, похожая на оригинальную фигурку Фаберже из частной коллекции США, находится в фондах Музеев Кремля. Конь-тяжеловес из обсидиана, с глазами, украшенными белой эмалью и рубинами, золотыми копытами и золотой эмалированной уздечкой, был выполнен в Ленинграде, под руководством Монастырского, о чём сам мастер впоследствии поведал сотрудникам музея. (…) Под руководством Монастырского выполнено и другое, широко известное ныне произведение из серии „Фальшберже“ — массивное „императорское“ яйцо из порфира, задержанное таможней при попытке двух африканских дипломатов вывезти его из России. Определённое сотрудниками Музея-заповедника „Московский Кремль“ как подделка, оно ныне находится в фондах».
В 1983 году 13 статуэток «фаберже» Монастырского передали после судебного процесса над ним в Эрмитаж. Они оказались в числе экспонатов, чья пропажа из музея была обнаружена в 2006 году.

В 1983 году был осужден на 10 лет лишения свободы с конфискацией имущества и ссылкой на 3 года за контрабандную деятельность. В 1991 году был досрочно освобожден и начал легально заниматься антикварным и прочим бизнесом. Имел в итоге 4 судимости и 20 лет суммарного срока.

### Деятельность после перестройки
В начале 90-х годов Михаил Монастырский был одним из самых богатых антикваров Петербурга. Был скупщиком икон.
Делал бизнес на доставке продуктов на Север и Дальний Восток. Считался одним из лидеров тамбовской группировки. Президент ЗАО СП «Санкт-Петербургская северо-западная транспортная компания».
В Государственную Думу прошёл по списку ЛДПР 7-м номером. Одновременно с ним в партийные списки ЛДПР попали авторитетные «тамбовцы» Кирилл Садчиков и Вячеслав Шевченко. С его попаданием в партийные списки была связана странная история: 29 ноября он был исключен из списков решением ЦИК (за уголовное прошлое), а после выборов (29 декабря) тем же ЦИК восстановлен. В Думе Монастырский был членом комитета по геополитике и главой подкомитета по странам Юго-Восточной Азии и Тихоокеанского региона.
В сентябре 1998 года (до истечения депутатских полномочий Монастырского) в Санкт-Петербурге, в своей квартире по ул. Набережная реки Мойки, 19 из снайперской винтовки был убит бывший помощник Монастырского, сотрудник Петербургской фондовой биржи Виктор Смирнов. Незадолго до смерти он оставил видеопоказания, в которых рассказывал про преступную деятельность своего начальника и Сергея Тарасова, который занимался криминальным прикрытием бизнеса Монастырского, а также доказательства их действий. Тарасов и прочие были арестованы. Монастырского от ареста спас депутатский иммунитет.
По окончании депутатских полномочий в 2000 году Монастырский выехал на ПМЖ в Швейцарию и был тут же объявлен в международный розыск. Уголовное дело в отношении Монастырского было выделено в отдельное производство. В 2003 году сообщалось, что прокуратура Петербурга прекратила уголовное дело на Монастырского Прекращено Иваном Сыдоруком буквально в последние дни пребывания на посту прокурора Петербурга.
Последние 10 лет своей жизни проживал в роскошном особняке в курортном поселке «Президент», расположенном в муниципальном округе Эстепона (южное побережье Испании, провинция Малага).

#### Смерть
Как сообщала El País, незадолго до смерти он рассказал испанской полиции о своих связях с так называемой «тамбовской» преступной группировкой, и о том, как в 90-е годы приобрел за 300 тыс. долл. депутатский мандат. «Разговор продолжался несколько часов в Мадриде и был записан сотрудниками испанской полиции. Эти звуковые материалы приложены к делу о „русской мафии“, возбужденном в связи с недавним арестом в Испании предпринимателя Геннадия Петрова и других лиц в ходе операции под кодовым названием „Тройка“. До этой встречи в испанской столице, а именно 26 августа 2006 года, россиянин обратился в полицейский комиссариат города Эстепона с заявлением о том, что он был похищен на несколько дней и что его жизнь подвергается опасности». После беседы с полицией он перебрался из Испании во Францию, где и погиб.
По версии испанской газеты, в автомобиль Монастырского недалеко от города Лион врезался цементовоз. Это произошло, по некоторым утверждениям, в нескольких километрах от французско-швейцарской границы, удар грузовика сломал ему шейные позвонки. По другой версии, он вышел из машины и был сбит и обезображен проезжающим мимо грузовиком. Наследники унаследовали квартиру на Адмиралтейской набережной и дачу под Сосново.
Свидетельство о смерти было выписано мэрией города Сен-Жульен. Похоронен в Сосново.

## В телесериалах
- По материалам его уголовного дела в сериале «Следствие ведут Знатоки» снята серия «Подпасок с огурцом» (1979). Ювелира, подделывающего фигурки Фаберже, играл Николай Караченцов[13].
- В сериале «Бандитский Петербург» есть герой по имени Миша Монахов — скупщик краденого, собиратель антиквариата, державший дома картину Рембрандта, подмененную в Эрмитаже. Даже внешне актёр Александр Тюрин, играющий его, похож на Михаила Монастырского.[источник не указан 2538 дней]
- В сериале «Агент национальной безопасности» (1-3 сезоны) есть персонаж Аркадий Михайлович по прозвищу «Филарет» — криминальный авторитет и антиквар. Его прототипом стал Монастырский.[источник не указан 2538 дней]